# أندرو أوشوجنسي
أندرو أوشوجنسي (بالإنجليزية: Andrew O'Shaughnessy)‏ هو لاعب قذف أيرلندي، ولد في 30 نوفمبر 1984 في ليمريك في جمهورية أيرلندا.